# ایتاپو (بخش فدرال)
ایتاپو (به پرتغالی: Itapoã) یک منطقهٔ مسکونی در برزیل است که در ناحیه فدرال (برزیل) واقع شده‌است.